# Espagne au Concours Eurovision de la chanson 1988
L'Espagne a participé au Concours Eurovision de la chanson 1988 le 30 avril à Dublin, en Irlande. C'est la 28e participation espagnole au Concours Eurovision de la chanson.
Le pays est représenté par le groupe La Década Prodigiosa et la chanson La chica que yo quiero (Made in Spain) (en), sélectionnés en interne par la TVE.

## Sélection interne
Le radiodiffuseur espagnol, Televisión Española (TVE), choisit en interne l'artiste et la chanson représentant l'Espagne au Concours Eurovision de la chanson 1988.
| Artiste              | Chanson                                     | Langue   | Traduction                                |
| -------------------- | ------------------------------------------- | -------- | ----------------------------------------- |
| La Década Prodigiosa | La chica que yo quiero (Made in Spain) (en) | Espagnol | La fille que je désire (Faite en Espagne) |

Lors de cette sélection, c'est la chanson La chica que yo quiero (Made in Spain), interprétée par La Década Prodigiosa, qui fut choisie. Le chef d'orchestre sélectionné pour l'Espagne à l'Eurovision 1988 est Javier de Juan.

## À l'Eurovision

### Points attribués par l'Espagne
| 12 points | Irlande     |
| 10 points | Royaume-Uni |
| 8 points  | Suisse      |
| 7 points  | Italie      |
| 6 points  | Israël      |
| 5 points  | Turquie     |
| 4 points  | Portugal    |
| 3 points  | Allemagne   |
| 2 points  | France      |
| 1 point   | Danemark    |

### Points attribués à l'Espagne
| 12 points | 10 points     | 8 points                    | 7 points                     | 6 points                         |
| --------- | ------------- | --------------------------- | ---------------------------- | -------------------------------- |
|           |               | - Autriche - Grèce - Italie |                              | - Belgique - Luxembourg - Suisse |
| 5 points  | 4 points      | 3 points                    | 2 points                     | 1 point                          |
| - Turquie | - Yougoslavie |                             | - Islande - Israël - Norvège | - Danemark                       |

La Década Prodigiosa interprète La chica que yo quiero (Made in Spain) en 6e position lors de la soirée du concours, suivant la Turquie et précédant les Pays-Bas.
Au terme du vote final, l'Espagne termine 11e sur 21 pays participants, ayant reçu 58 points au total,.